# Tim Oermann
Tim Oermann (Bochum, Alemania, 6 de octubre de 2003) es un futbolista alemán que juega de defensa en el S. K. Sturm Graz de la Bundesliga austríaca.

## Trayectoria
Es canterano del SF Altenbochum y del VfL Bochum, y firmó su primer contrato profesional con el Bochum el 17 de junio de 2022 hasta el 30 de junio de 2024. Debutó como profesional y absoluto con el Bochum en un partido de la Bundesliga contra el F. C. Colonia (1-1) el 18 de septiembre de 2022. El 23 de diciembre de 2022 amplió su contrato con el club hasta 2026. El 24 de enero de 2023 fichó por el Wolfsberger AC en calidad de cedido para la segunda mitad de la temporada 2022-23 en la Bundesliga austríaca.
El 29 de mayo de 2025 firmó un contrato con el Bayer Leverkusen hasta 2029, y fue cedido directamente al S. K. Sturm Graz.

## Selección nacional
Es internacional juvenil con Alemania, habiendo sido convocado para la selección sub-20 de Alemania en marzo de 2023.

## Estadísticas

### Clubes
Actualizado al último partido disputado el 17 de mayo de 2025.
| Club                     | Div.          | Temporada     | Liga  | Liga  | Copas nacionales | Copas nacionales | Copas internacionales | Copas internacionales | Total | Total |
| Club                     | Div.          | Temporada     | Part. | Goles | Part.            | Goles            | Part.                 | Goles                 | Part. | Goles |
| ------------------------ | ------------- | ------------- | ----- | ----- | ---------------- | ---------------- | --------------------- | --------------------- | ----- | ----- |
| VfL Bochum · Alemania    | 1.ª           | 2022-23       | 4     | 0     | —                | —                | —                     | —                     | 0     | 0     |
| Wolfsberger AC · Austria | 1.ª           | 2022-23       | 15    | 0     | 1                | 0                | —                     | —                     | 16    | 0     |
| Wolfsberger AC · Austria | Total club    | Total club    | 15    | 0     | 1                | 0                | 0                     | 0                     | 16    | 0     |
| VfL Bochum · Alemania    | 1.ª           | 2023-24       | 17    | 0     | —                | —                | —                     | —                     | 17    | 0     |
| VfL Bochum · Alemania    | 1.ª           | 2024-25       | 29    | 0     | 1                | 0                | —                     | —                     | 30    | 0     |
| VfL Bochum · Alemania    | Total club    | Total club    | 50    | 0     | 1                | 0                | 0                     | 0                     | 51    | 0     |
| Total carrera            | Total carrera | Total carrera | 65    | 0     | 2                | 0                | 0                     | 0                     | 67    | 0     |